# Láz (hradiště)
Láz (též Hradec) je pravěké hradiště severozápadně od Lázu u Radomyšli v okrese Strakonice v Jihočeském kraji. Nachází se v poloze Hradec na výběžku Holého vrchu v Benešovské pahorkatině. Areál hradiště je chráněn jako kulturní památka.

## Historie
Hradiště bylo osídleno v pozdní době halštatské a časné době laténské. Přestože lokalitu popsal Bedřich Dubský v roce 1921, datování umožnily až nálezy keramiky při malém archeologickém výzkumu provedeném v letech 1998–1999. Předpokládá se, že na hradiště sloužilo jako sídlo elity, která z něj ovládala přilehlé okolí.

## Stavební podoba
Lokalita se nachází na bočním vrcholu Holého vrchu (562 metrů) v nadmořské výšce 550–558 metrů. Hradiště je 105 metrů dlouhé, padesát metrů široké a rozloha dosahuje přibližně 0,6 hektaru. Přirozenou ochranu mu poskytovaly strmé svahy, které na severu a na západě prudce klesají k Brložskému potoku a na jihu do údolí mezi Holým a Trubným vrchem. Přístupová cesta vedla od jihovýchodu, kde hradiště chránil v téměř neznatelné podobě dochovaný příkop a hradba. Z ní se dochoval val 45 metrů dlouhý a deset až dvanáct metrů široký. Výška valu na vnější straně dosahuje až dvou metrů, zatímco na vnitřní pouze jeden metr. V konstrukci hradby byly použity kameny. Z opevnění bočních stran je patrný 0,5 metru vysoký val na jižní straně.